# Gare d'Iittala
La gare d'Iittala (en finnois : Iittalan rautatieasema) est une gare de la Voie ferrée Riihimäki–Tampere située dans le quartier de Kalvola à Hämeenlinna.
La gare est à proximité de la verrerie Iittala (fi).

## Situation ferroviaire
La gare d'Iittala est une gare du réseau ferroviaire finlandais située dans la zone de l'ancienne municipalité de Kalvola à Hämeenlinna.
Les trains R de la Transport ferroviaire de la banlieue d'Helsinki s'arrêtent à la gare d'Iittala.
Helsinki est desservie par la voie 1 et Tampere par la voie 2.